# Mecosaspis femoralis
Mecosaspis femoralis är en skalbaggsart som beskrevs av Hintz 1910. Mecosaspis femoralis ingår i släktet Mecosaspis och familjen långhorningar.
Artens utbredningsområde är Togo. Inga underarter finns listade i Catalogue of Life.